# Komki-Ipala
Konki-Ipala là một tổng thuộc Kadiogo (tỉnh) ở miền trung Burkina Faso. Thủ phủ là thị xã Konki-Ipala..

## Các thị xã và làng xã
Baragho, Komki-Peulh, Kossodo, Lao, Lao-Peulh, Lemnogo, Lougbisse, Nabelin, Sogue, Tampoussoumdi, Tintilou, Toezouri, Viou, Vipalogho, Wogzougou và Yaoghin.